# Goioxim
Goioxim är en kommun i Brasilien.   Den ligger i delstaten Paraná, i den södra delen av landet, 1 100 km söder om huvudstaden Brasília. Antalet invånare är 7 504.
I omgivningarna runt Goioxim växer i huvudsak städsegrön lövskog. Runt Goioxim är det glesbefolkat, med 11 invånare per kvadratkilometer.